# Benjamin Hall, 1:e baron Llanover
Benjamin Hall, 1:e baron Llanover, 1:e baronet, född 8 november 1802, död 27 april 1867, var en brittisk väg- och vattenbyggnadsingenjör och politiker.
Som son till industrimannen Benjamin Hall blev den yngre Benjamin Hall parlamentsledamot för Monmouth 1832-1837. Han blev baronet 1838 och utsågs till Commissioner for Works 1855. Det var som innehavare av denna position som han 1856 lät gjuta klockan Big Ben som fått sitt namn efter honom.
Genom sin hustru Lady Llanover ärvde Hall godset Llanover i Monmouthshire. Han utsågs 1859 till Baron Llanover. Titeln dog ut med honom.